# ماكسين براون (مغنية)
ماكسين براون (بالإنجليزية: Maxine Brown)‏ هي مغنية وكاتبة غنائية أمريكية، ولدت في 27 أبريل 1931 في كامبتي في الولايات المتحدة، وتوفيت في 21 يناير 2019 في ليتل روك في الولايات المتحدة بسبب مرض قلبي وعائي.

## وصلات خارجية
- ماكسين براون على موقع IMDb (الإنجليزية)
- ماكسين براون على موقع ميوزك برينز (الإنجليزية)
- ماكسين براون على موقع ديسكوغز (الإنجليزية)